# 君がトクベツ
『君がトクベツ』（きみがトクベツ）は、幸田もも子による日本の漫画作品。『別冊マーガレット』（集英社）にて、2019年4月号から2025年2月号まで連載された。
2025年6月より実写映画版が公開され、同年9月より、毎日放送にてテレビドラマ版が放送予定。

## 書誌情報
- 幸田もも子『君がトクベツ』集英社〈マーガレットコミックス〉、全11巻
  1. 2019年7月25日発売[5][6]、ISBN 978-4-08-844225-9
  2. 2019年11月25日発売[7]、ISBN 978-4-08-844266-2
  3. 2020年3月25日発売[8][9]、ISBN 978-4-08-844316-4
  4. 2020年7月22日発売[10]、ISBN 978-4-08-844362-1
  5. 2020年11月25日発売[11]、ISBN 978-4-08-844386-7
  6. 2021年3月25日発売[12]、ISBN 978-4-08-844477-2
  7. 2021年7月21日発売[13]、ISBN 978-4-08-844503-8
  8. 2021年11月25日発売[14]、ISBN 978-4-08-844542-7
  9. 2022年4月25日発売[15]、ISBN 978-4-08-844605-9
  10. 2022年8月25日発売[16]、ISBN 978-4-08-844693-6
  11. 2025年5月23日発売[17]、ISBN 978-4-08-844706-3

## 実写映画
2025年2月7日に実写映画化が発表され、同年6月20日に公開された。監督は松田礼人、主演は畑芽育と大橋和也。幸田の過去の作品『センセイ君主』の実写映画版にヒロイン役で出演した浜辺美波が今作では本人役で特別出演している。

### キャスト（実写映画）

#### 主要人物（実写映画）
若梅さほ子（わかうめ さほこ）
演 - 畑芽育

桐ヶ谷皇太（きりがや こうた）
演 - 大橋和也

#### LiKE LEGEND
遊馬叶翔（ゆうま かなと）
演 - 木村慧人（FANTASTICS）

来栖晴（くるす はる）
演 - 山中柔太朗（M!LK）

榛名優生（はるな ゆう）
演 - 大久保波留（DXTEEN）

成瀬一生（なるせ いつき）
演 - NAOYA（MAZZEL）

#### 周辺人物（実写映画）
七瀬えみか（ななせ えみか）
演 - 矢吹奈子

SHO
演 - 佐藤大樹（FANTASTICS）

アンミカ（本人役）
演 - アンミカ
遠藤憲一（本人役）
演 - 遠藤憲一
若梅ひまり
演 - 日下莉帆
露口
演 - 清水伸
若梅加代子
演 - しゅはまはるみ
浜辺美波（本人役）
演 - 浜辺美波
藤田ニコル（本人役）
演 - 藤田ニコル
木崎玲衣
演 - 星乃夢奈
鬼瓦
演 - 真壁刀義

### スタッフ（実写映画）
- 原作 - 幸田もも子『君がトクベツ』（集英社マーガレットコミックス刊）
- 監督 - 松田礼人
- 脚本 - おかざきさとこ[3]
- 楽曲コンセプト - 渡辺淳之介[23][24]
- 音楽 - 遠藤浩二[23][24]
- 主題歌 - LiKE LEGEND「YOU ARE SPECiAL」[25]
- 製作 - 依田巽、石丸彰彦、菊野浩樹、柴田三穂子、小林敏之[23][24]
- エグゼクティブプロデューサー - 松下剛、加藤章一、刀根鉄太、吉岡宏城[23][24]
- プロデューサー - 山田実、浅野敦也、堀英樹[23][24]
- アソシエイトプロデューサー - 尹楊会、神殿璃沙、越當陽子[23][24]
- 撮影 - 加藤十大[23][24]
- 照明 - 杉野将之[23][24]
- 録音 - 郷右近秀利[23][24]
- 美術 - 黒羽陽子[23][24]
- スタイリスト - 袴田知世枝[23][24]
- ヘアメイク - 結城春香[23][24]
- 編集 - 神崎亜耶[23][24]
- VFXスーパーバイザー - 宮﨑浩和[23][24]
- 助監督 - 宮本秀光[23][24]
- 制作担当 - 小林孝道[23][24]
- プロデューサー補 - 黒子沙彩香[23][24]
- 製作渉外 - 島岡隆博[23][24]
- 企画協力 - 横倉早苗、井崎瑠衣[23][24]
- 制作プロダクション - TBSスパークル[3]
- 製作幹事・配給 - ギャガ[3]
- 製作 - 映画「君がトクベツ」製作委員会

## テレビドラマ
2025年9月17日（16日深夜）から毎日放送「ドラマイズム」枠で放送予定。キャストは実写映画版から継続される。

### キャスト（テレビドラマ）

#### 主要人物（テレビドラマ）
若梅さほ子（わかうめ さほこ）
演 - 畑芽育

桐ヶ谷皇太（きりがや こうた）
演 - 大橋和也

#### 周辺人物（テレビドラマ）
遊馬叶翔（ゆうま かなと）
演 - 木村慧人（FANTASTICS）

七瀬えみか（ななせ えみか）
演 - 矢吹奈子

来栖晴（くるす はる）
演 - 山中柔太朗（M!LK）

榛名優生（はるな ゆう）
演 - 大久保波留（DXTEEN）

成瀬一生（なるせ いつき）
演 - NAOYA（MAZZEL）

### スタッフ
- 原作 - 幸田もも子『君がトクベツ』（集英社マーガレットコミックス刊）
- 監督 - 浅野敦也、宮本秀光[4]
- 脚本 - おかざきさとこ、桐乃さち[4]
- 主題歌 - LiKE LEGEND「YOU ARE SPECiAL」[26]
- 制作プロダクション - TBSスパークル[4]
- 製作 - 幸田もも子 / 集英社・ドラマ「君がトクベツ」製作委員会、毎日放送[4]

### ネット局
| 放送期間        | 放送時間                     | 放送局    | 対象地域   | 備考   |
| --------------- | ---------------------------- | --------- | ---------- | ------ |
| 2025年9月17日 - | 水曜 0:59 - 1:29（火曜深夜） | 毎日放送  | 近畿広域圏 | 製作局 |
|                 | 水曜 1:28 - 1:58（火曜深夜） | TBSテレビ | 関東広域圏 |        |

### ネット配信
| 配信開始月 | 配信サイト       | 配信料金     | 備考           |
| ---------- | ---------------- | ------------ | -------------- |
| 2025年月   | TVer             | 広告付き無料 | 見逃し配信     |
| 2025年月   | MBS動画イズム    | 広告付き無料 | 見逃し配信     |
| 2025年月   | ディズニープラス | 定額制有料   | 見放題独占配信 |

| 毎日放送 ドラマイズム | 毎日放送 ドラマイズム | 毎日放送 ドラマイズム |
| 前番組                | 番組名                | 次番組                |
| --------------------- | --------------------- | --------------------- |
| 極道上司に愛されたら  | 君がトクベツ          | -                     |